# 北京市总工会
北京市总工会是北京市地方工会和产业工会的领导机关，1950年成立。

## 历史沿革
1949年2月7日，长辛店铁路职工工会筹备委员会等30多个职工团体发起成立北平职工总会筹备委员会。1950年2月，正式成立北京市总工会。
2024年5月10日，齐静当选主席，接替张延昆。